# 王許之
王許之（1544年—？），字以忠，號槐亭，江西瑞州府高安縣人，民籍，明朝政治人物。

## 生平
隆慶四年（1570年）庚午科江西鄉試第七十五名舉人。隆慶五年（1571年）聯捷辛未科會試第五十四名，三甲第六十七名進士。大理寺觀政，授龍門知縣，六年调電白知縣，萬曆五年（1577年）閏八月选授南京福建道试御史，七年九月升浙江杭严道佥事。十年三月杭州兵变发生，巡抚吴善言被痛殴，王许之以无驭众法，降三级调用。

## 家族
曾祖王舜韶；祖父王禹都；父王湯相，母尚氏；繼母况氏。具庆下。弟訓之、誦之、誥之。